# Монетная реформа Энрико Дандоло

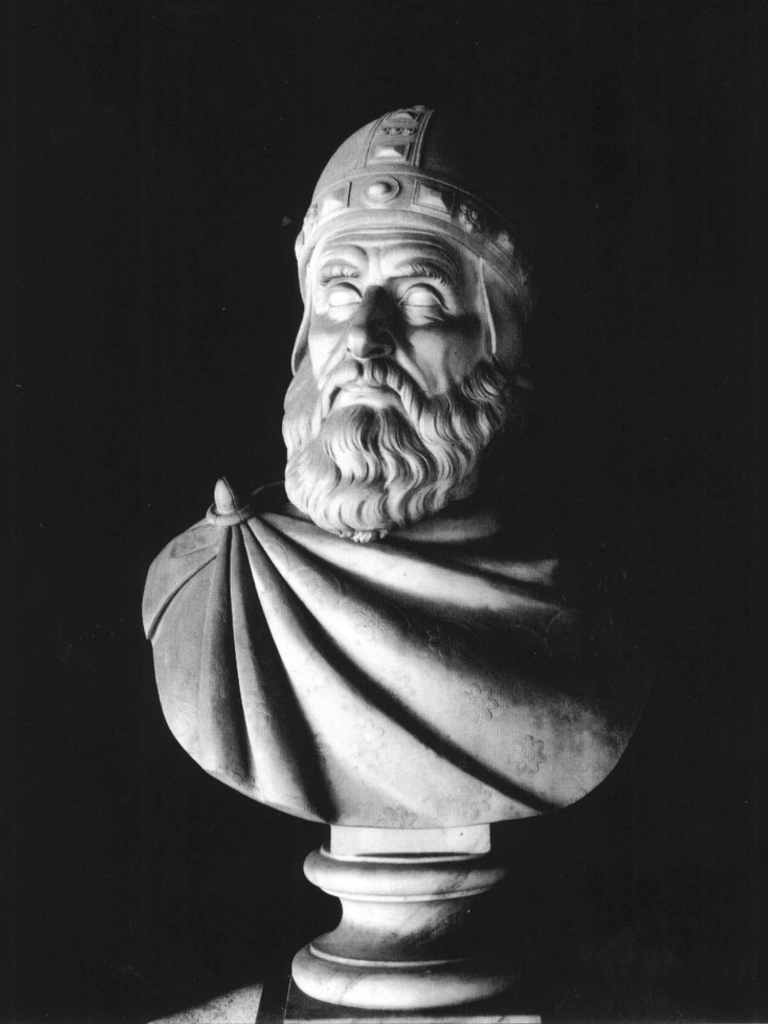
Бюст Энрико Дандоло

Монетная реформа Энрико Дандоло — название реформы денежного обращения Венецианской республики во время правления дожа Энрико Дандоло (1192—1205). Она привела к появлению высокопробной серебряной монеты, которая получила широкое распространение в средневековых Европе и Средиземноморье. Революционным стал выпуск денежных знаков, чья номинальная стоимость была выше стоимости содержащегося в них металла. Монетная реформа Энрико Дандоло привела к появлению первой в Европе монетной системы из нескольких денежных знаков с чётким обменным курсом. Венецианские деньги получили широкое распространение в качестве торговой монеты. Венеция заняла место одного из важнейших центров монетной чеканки, чьи серебряные монеты стали стандартом для Европы и средиземноморских стран XIII столетия

## Денежное обращение Венеции в конце XII столетия
В XII столетии основной денежной единицей Венецианской республики являлся серебряный денарий. В 1172 году, во время правления дожа Себастиано Дзиани (1172—1178), стали выпускать подражания веронским денариям, имевшие одинаковую с ними стоимость. Новые монеты получили название пикколо. Они весили менее 0,5 г и содержали 20 % серебра и 80 % меди. Старые денарии не были демонетизированы, а стали соответствовать ½ пикколо.

## Предпосылки реформы

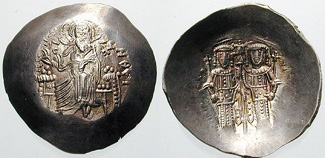
Предшественник матапана аспрон трахи

Во второй половине XII века произошёл ряд событий, которые расстроили денежное обращение стран, с которыми Венеция вела активную торговлю.
В 1187 году войска Саладина захватили Иерусалим. Безанты крестоносцев заменили «безанты сарацинов». Учитывая участие большинства стран Европы в крестовых походах, использование денег мусульман имело ряд трудностей.
Отношения с Византийской империей у Венецианской республики были весьма непростыми. 12 марта 1171 года по приказу императора Мануила I Комнина все венецианцы были арестованы, а их имущество конфисковано. Кроме напряжённых отношений между государствами широкому использованию византийских монет препятствовала их постоянная порча. Так, к примеру, содержание золота в иперпире за 100 лет упало в 3 раза.
В то же время в непосредственной близости от Венеции были открыты богатые серебряные рудники. В различных итальянских, немецких городах, Англии стали выпускать серебряные монеты, которые получили широкое распространение и признание в средневековой Европе.

## Суть реформы

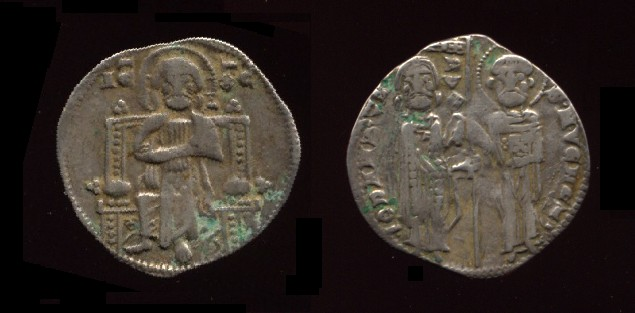
Матапан 1280 года

Энрико Дандоло стал дожем в 85 лет. Несмотря на свой преклонный возраст за время его правления был проведен ряд реформ. Внесение изменений в судопроизводство и издание первого сборника законов обусловило формирование правового государства. На международной арене Дандоло упрочил положение Венецианской республики, заключив ряд договоров с Вероной, Тревизо, аквилейским патриархом, королём Армении, Византийской и Священной Римской империями. Большое внимание престарелый дож уделял развитию торговли. Учитывая разлад денежного обращения в Византийской империи и в землях восточного побережья Средиземного моря, а также общеевропейскую тенденцию по внедрению в оборот крупной серебряной монеты, при Дандоло в Венеции возникла монетная система, предполагавшая выпуск четырёх типов монет — гроссо, получившего название матапан или «гроссо матапан», пикколо, бьянко и квартароло.
Из одной марки серебра чеканили 1091⁄3—109½ матапанов. Они содержали изображение дожа, принимающего из рук апостола Марка герцогское знамя на аверсе и статую Христа на реверсе. Каждая монета весила 2,2 г. Для их выпуска использовали высокопробное серебро 985 пробы. Большей его очистки от примесей в указанное время достичь было невозможно. Изначально новые монеты были предназначены для торговли на территориях к востоку от Венеции. Это объясняет использование в качестве прототипа византийского аспрона трахи. В отличие от своего восточного аналога матапаны чеканили из чистого серебра, а не электрума. Также их поверхность была гладкой, а не выпуклой. Рубчатый гурт монеты позволял избежать незаметного обрезывания её краёв. Таким образом расчёты в матапанах могли совершаться на основании их количества, а не веса, как византийских аналогов. Соотношение гроссо матапана и серебряного пикколо составляло 1 к 26—27. Такой курс был весьма нехарактерным для средневековой Европы. Возможно, изначальная стоимость матапана составляла 24 денария, что не соответствовало рыночному курсу размена относительно большой и распространённой торговой монеты, которой являлся матапан, к локальному и низкопробному пикколо. Для избежания переплавки и выведения гроссо матапанов из оборота его стали обменивать согласно реальному, а не номинальному соотношению стоимости.
Точное время чеканки новых монет достоверно не определено. Потомок Энрико Андреа Дандоло в описании 4-го крестового похода и деяний своего предка указывает, что декрет о чеканке матапанов был подписан в 1194 году. Другой венецианский историк Марино Санудо младший датирует это событие 1192 годом. Итальянский историк XIII столетия Мартино да Канале, автор «Истории Венеции», указывает, что крупные серебряные монеты были выпущены в 1202 году, перед отправкой войск на завоевание Константинополя. Первое упоминание этих денежных единиц датировано 1202 годом. Вне зависимости от первоначального года выпуска несомненным является увеличение выпуска матапанов непосредственно перед началом 4-го крестового похода (1202—1204). Это было обусловлено необходимостью наличия звонкой монеты для финансирования армии. О количестве отчеканенных матапанов свидетельствует современная оценка, согласно которой в новые монеты только во время правления Дандоло перечеканили более 2000 килограмм серебра.
При Энрико Дандоло в государстве впервые отчеканили квартароло, равное 1⁄4 пикколо. Хоть в ряде монографий квартароло и называют биллонной монетой,, то есть отчеканенной из низкопробного серебра, содержание в них всего 3⁄1000 частей благородного металла позволяет отнести их к медным монетам. Введение в оборот квартароло было революционным. После распада Римской империи они стали первыми денежными знаками, чья номинальная стоимость была выше стоимости содержащегося в них металла. Одновременно с матапаном, пикколо и квартароло при Энрико Дандоло стали чеканить монеты бьянко, равные ½ пикколо весом 0,61 г из низкопробного серебра 50 пробы.

## Последствия

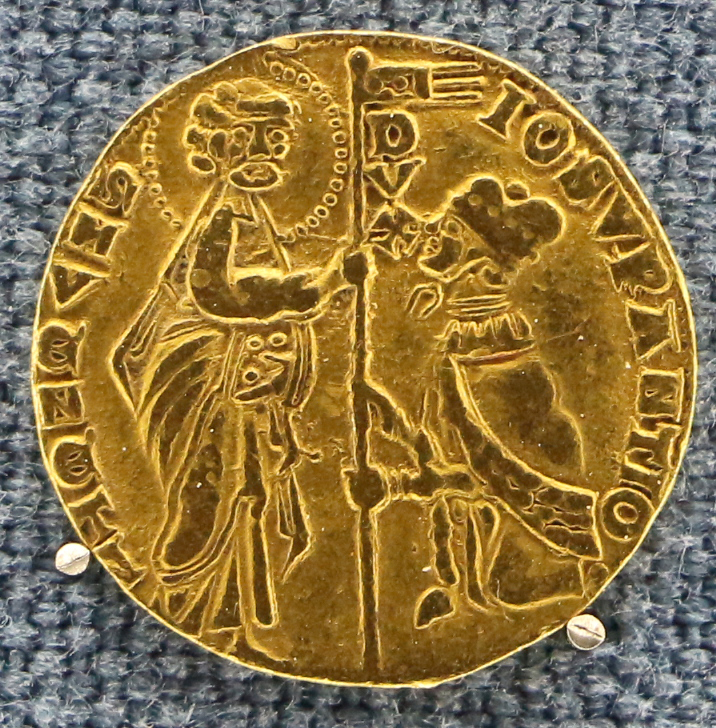
Большинство венецианских монет после монетной реформы Энрико Дандоло содержали изображение дожа, принимающего знамя из рук апостола Марка

Монетная реформа Энрико Дандоло привела к появлению первой в Европе монетной системы из нескольких денежных знаков с чётким обменным курсом. Матапан стал наиболее высокопробной серебряной монетой, которая получила широкое распространение в качестве торговой монеты. Венеция заняла место одного из важнейших центров монетной чеканки, чьи серебряные гроссо стали стандартом для Европы и средиземноморских стран XIII столетия. Их подражания чеканили во многих итальянских государствах, а также на острове Хиос, Византии и Сербии. В Венеции в 1284 году начали чеканить золотые монеты, получившие название дукатов. Их вид был идентичным серебряному матапану. Дукат вскоре стал одной из основных и наиболее распространённых монет Средневековья. Вследствие этого матапан также стали называть «серебряным дукатом».